# Seyisoğlu, Devrek
Seyisoğlu là một xã thuộc huyện Devrek, tỉnh Zonguldak, Thổ Nhĩ Kỳ. Dân số thời điểm năm 2011 là 236 người.